# Сенников водолюб
Сенниковият водолюб (Butomus umbellatus) е вид покритосеменни растения, единственият в семейство Водолюбови (Butomaceae). Разпространен е в умерения пояс на Евразия, включително в България, като обитава блатата в близост до брега.